# Šušnjevica
Šušnjevica (pron : "chouchnyevitsa", en istro-roumain Șușńievițe ou Susńievița, en italien Valdarsa) est une localité de Croatie située en Istrie, dans la municipalité de Kršan, comitat d'Istrie. En 2001, la localité comptait 75 habitants.

## Istro-roumain
Šušnjevica est l'un des huit villages d'Istrie où l'on parle encore l’istro-roumain ou valaque d'Istrie comme l'appellent aussi les linguistes.
Les Istro-roumains s'appellent eux-mêmes Vlaşi (Valaques) ou Rumâni / Rumâri (Roumains), les Croates les appellent Ćiribirci ou Ćići.
Parlée au plus par quelques centaines de personnes, c'est une langue en voie de disparition qui, à la différence de l'italien, n'est pas reconnue comme langue minoritaire en Croatie, n'est pas enseignée dans les écoles et ne possède aucune presse écrite.

## Démographie
| 1948 | 1953 | 1961 | 1971 | 1981 | 1991 | 2001 |
| ---- | ---- | ---- | ---- | ---- | ---- | ---- |
| 231  | 211  | 166  | 128  | 96   | 91   | 75   |